# ロバート・サースク
ロバート・サースク（Robert Thirsk、1953年8月17日-）は、カナダの技術者、医師、カナダ宇宙庁の宇宙飛行士である。カナダ人の最長宇宙飛行記録（187日20時間）及び最長宇宙滞在記録（204日18時間）を保持している。2013年にカナダ勲章、2012年にブリティッシュコロンビア勲章を受章。

## 生い立ち
サースクはブリティッシュコロンビア州ニューウエストミンスターの出身で、モントリオール出身のBrenda Biasuttiと結婚して3人の子供を儲けた。家族と過ごすことの他、飛行、ホッケー、スカッシュ、ピアノの演奏が趣味である。Professional Engineers Ontario、カナダ家庭医協会、カナダ航空宇宙協会、宇宙飛行医学会、College of Physicians and Surgeons of Ontario等の会員である。また、国際宇宙大学のカナダ財団のディレクターを務めている。
彼は、1976年にアルバータゴールドメダルを受賞し、1985年にはカルガリー大学で最初の優秀卒業生賞を受賞した。1997年にはProfessional Engineers of Ontarioのゴールドメダルを受賞し、College of Physicians and Surgeons of British Columbiaの名誉会員となった。

## 教育
彼は、ブリティッシュコロンビア州、アルバータ州、マニトバ州で、Hjoth Road Elementary School、R. T. Alderman Junior High School、Calgary's Lord Beaverbrook High Schoolを卒業した。その後、1976年にカルガリー大学で機械工学の学士号、1978年にマサチューセッツ工科大学で機械工学の修士号、1982年にマギル大学で医学博士号、1998年にスローン経営学大学院で経営学修士の学位を取得した。2009年7月8日、軌道上にいる際には、カルガリー大学の名誉博士号も授与された。その際には、国際宇宙ステーションに一緒に搭乗していた若田光一がサースクに卒業式のケープをかけた。ケープは常に顔までまくれ上がってしまったためすぐに脱いだが、サースクは宇宙で大学の学位を授与された初めての人物となった。

## カナダ宇宙庁でのキャリア
サースクは、1983年12月にカナダ国立研究機関からカナダ宇宙飛行士プログラムへの参加者に選ばれた際、モントリオールのクイーンエリザベス病院で家庭医療の研修医プログラムに従事していた。1984年2月から宇宙飛行士としての訓練を初め、1984年10月5日のミッションSTS-41-Gでは、ペイロードスペシャリストマーク・ガルノーのバックアップを務めた。アメリカ航空宇宙局のKC-135による放物線飛行の実験に何度か参加し、宇宙医学、国際宇宙ステーション、ミッション計画、カナダ宇宙庁の教育プログラム等を行った。また、無重力が心臓や血管に与える影響を調査する国際チームを率いた。彼のチームは、宇宙飛行士の循環器系が無重力の宇宙飛行に耐えるのを助ける「反重力スーツ」を開発、試験した。
1993年から1994年には、カナダ宇宙庁の主任宇宙飛行士を務めた。1994年2月には、7日間の宇宙ミッションのシミュレーションを行うCAPSULSミッションで船長役を務めた。1994年から1995年には、ブリティッシュコロンビア州のビクトリアで1年間の休暇を過ごし、この期間に臨床医学、宇宙医学、ロシア語の訓練を行った。

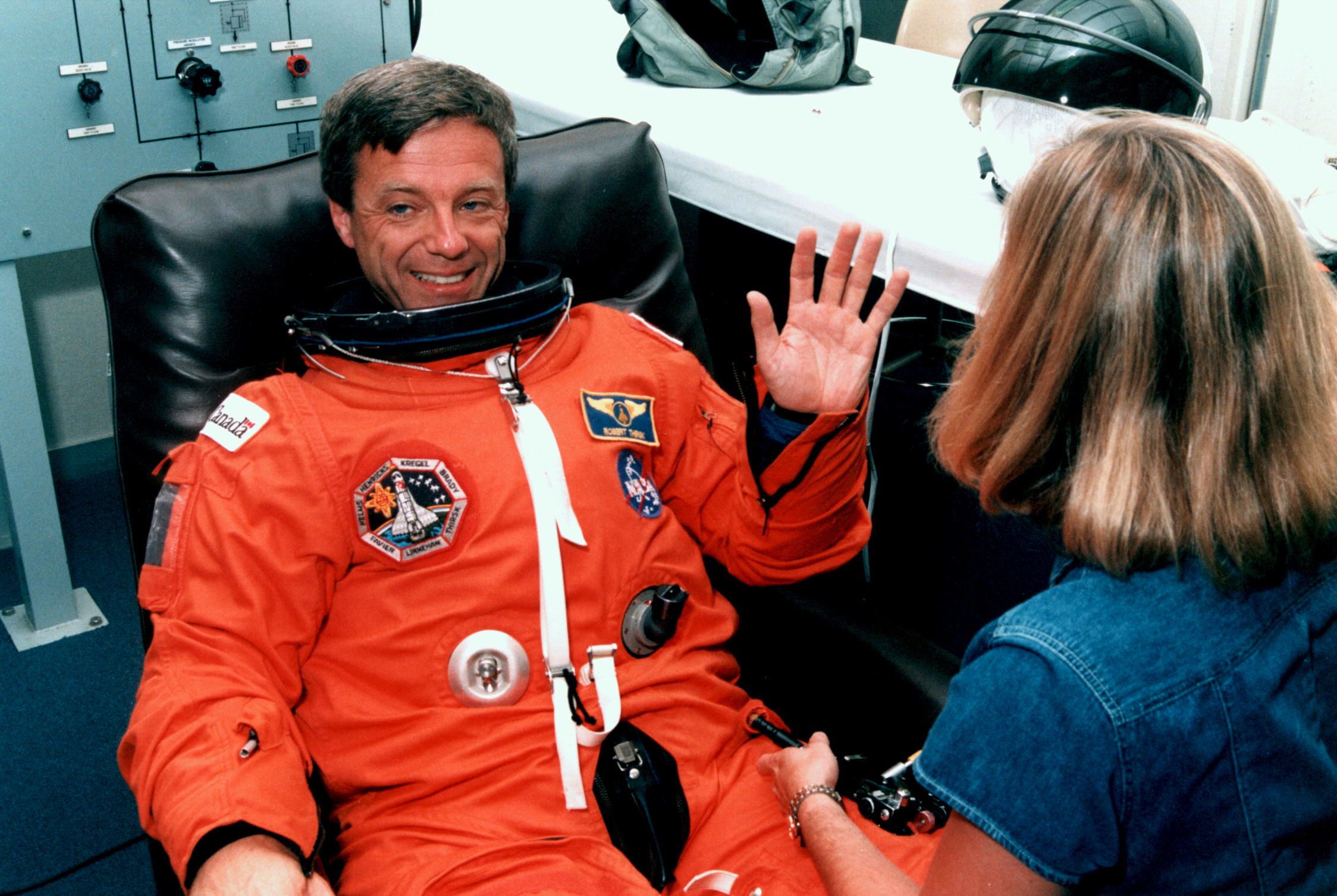
STS-78ミッションに備えるサースク

1996年6月20日、サースクはペイロードスペシャリストとしてSTS-78のミッションに参加した。コロンビアに搭乗したこの17日間で彼を含めた7人の乗組員は、生命科学及び材料科学関連の43の実験を行った。これらの実験のほとんどは、オービタのペイロードベイに設置されたスペースラブの加圧実験室モジュールの中で行われた。生命科学の実験では、宇宙飛行環境下での植物、動物、ヒトの変化が調べられた。材料科学の実験では、タンパク質の結晶化、流体力学、微小重力下での多相材料の高温固体化が調べられた。
STS-78の滞在中、サースクはカルガリー・サン紙に2本のコラムを寄稿した。これは、宇宙飛行士が新聞の原稿を書き、軌道上にいる間にそれが発行された初めての事例となった。
1998年、サースクはカナダ宇宙庁から、アメリカ航空宇宙局のジョンソン宇宙センターでミッションスペシャリストとしての訓練を受けてくるよう命じられた。この訓練プログラムには、スペースシャトルと国際宇宙ステーションのシステムの操作、宇宙遊泳、ロボットの操作、ロシア語等があった。また、国際宇宙ステーションの宇宙船通信担当官を務めた。宇宙船通信担当官は、地上と軌道上の間のコミュニケーションを担当する。宇宙船通信担当官は宇宙ステーションの乗組員と直接会話し、ミッションの技術計画の支援やトラブルシューティングを行う。
2004年10月、サースクは海中居住施設アクエリアスで11日間を過ごすNEEMO 7の船長を務めた。かつてNEEMO 1にも参加したCSAの同僚のダフィッド・ウィリアムズの控えであったが、ウィリアムズが一時的な体の不調の検査のため、交代で参加することになった。ウィリアムズは結局、2006年4月のNEEMO 9に参加した。
2004年、サースクはモスクワ近郊のガガーリン宇宙飛行士訓練センターで訓練を受け、ソユーズのフライトエンジニアの資格を得た。2005年4月のソユーズTMA-6のミッションでは、ロベルト・ヴィットーリの控えを務めた。10日間のミッションで、サースクはドイツのコロンバスコントロールセンターで宇宙船通信担当官を務めた。
サースクは、国際宇宙ステーションの第21次長期滞在のメンバーに選ばれた。2009年5月27日にソユーズTMA-15のフライトエンジニアとして打ち上げられ、ソユーズで宇宙に行った最初のカナダ人となった。このミッションでサースクは「これは私の人生で最高のスリルになる。ミッションの間、私は無重力の長期的な影響を試験体としてまた医師として観察する。私の洞察は間違いなく将来の宇宙ステーションでの生活の理解に貢献するだろう」と言ったと言われている。彼は、2009年11月にソユーズTMA-15で地球に帰還した。
国際宇宙ステーション滞在中、彼は2人のカナダ人の訪問を受けた。STS-127で訪れたジュリー・ペイエットと2009年9月末にソユーズTMA-16で訪れた宇宙旅行者のギー・ラリベルテである。2009年7月のサースクとペイエットの面会は、2人のカナダ人が宇宙で出会った最初の機会となった。ソユーズTMA-15の乗組員は、2009年12月1日に地球に帰還した。
2011年4月12日、サースクは、有人宇宙飛行における国際協力の顕著な功績により、ロシアのMedal "For Merit in Space Exploration"を受賞した。2012年にはブリティッシュコロンビア勲章、2013年にはカナダ勲章を受章した。

## カナダ宇宙庁以降のキャリア
2012年8月から2014年2月にかけて、サースクはカナダ政府の機関であるCanadian Institutes of Health Researchの副会長を務めた。
2013年9月、カルガリーにサースクを称えたロバート・サースク高校が開校した。
2014年7月1日には、カルガリー大学の総長となった。